# Behandeling onder douanetoezicht
Behandeling onder douanetoezicht is een economische douaneregeling die toegepast wordt als niet-communautaire goederen binnen de EU bewerkt of verwerkt worden, waarbij het resultaat van deze bewerking of verwerking in het vrije verkeer van de EU gebracht wordt. De goederen zijn dus tot het in vrije verkeer brengen onder toezicht van de douane. 
Bij de regeling behandeling onder douanetoezicht worden de niet-communautaire goederen die behandeld worden invoergoederen genoemd. De eindproducten die daarbij ontstaan worden de behandelde goederen genoemd.
Deze douaneregeling kan toegepast worden als de invoerrechten van grondstoffen hoger zijn als die van halffabricaten of eindproducten. Er hoeven geen invoerrechten betaald te worden over de grondstoffen. Als het eindproduct in het vrije verkeer gebracht wordt hoeven de invoerrechten pas betaald te worden. En daarbij wordt het tarief van het eindproduct toegepast.
Voor deze douaneregeling is een vergunning nodig.